# ミンナ空港
ミンナ空港（Minna Airport）は、ナイジェリアのナイジャ州州都ミンナの北西約10kmにある小さな空港。
2012年に空港を拡張することが発表された。